# NGC 4750
NGC 4750 (другие обозначения — UGC 7994, MCG 12-12-19, ZWG 335.25, IRAS12483+7308, PGC 43426) — галактика в созвездии Дракона.
Распределение излучения в линии H-альфа в этой галактике имеет «пузырчатую» морфологию и коррелирует с мягким рентгеновским излучением. Наблюдается спиральная структура, исходящая из самого ядра галактики, там же наблюдается сильное поглощение пылью и звездообразование, а также истечение газа из ядра. Ядро очень яркое, кривая вращения асимметричная.
Этот объект входит в число перечисленных в оригинальной редакции «Нового общего каталога».